# ジャック・メスリーヌ フランスで社会の敵No.1と呼ばれた男
『ジャック・メスリーヌ フランスで社会の敵No.1と呼ばれた男』（ジャック・メスリーヌ フランスでパブリック・エネミーナンバーワンとよばれたおとこ）は、2008年製作のフランス・カナダ・イタリア合作による映画作品

## 概要
フランスとカナダで「社会の敵No.1」と呼ばれた実在のギャング、ジャック・メスリーヌの生涯を描いた伝記映画。前編（『Part1 ノワール編』、原題：L'Instinct de mort）と後編（『Part2 ルージュ編』、原題：L'Ennemi public n° 1）の2作に分けられて公開された。日本では2008年の第21回東京国際映画祭で『パブリック・エナミー・ナンバー1』のタイトルで前後編まとめて上映されたのち、2009年11月7日より公開された。

## Part1

### ストーリー
アルジェリア戦争での兵役を終え、パリへ戻ってきたメスリーヌは幼馴染のポールと共にギャングとなって犯罪に手を染めるようになる。

### キャスト
- ヴァンサン・カッセル：ジャック・メスリーヌ（内田直哉）
- セシル・ドゥ・フランス：ジャンヌ・シュネデール（本田貴子）
- ジェラール・ドパルデュー：ギド（土師孝也）
- エレナ・アナヤ：ソフィア（高橋理恵子）
- ロイ・デュプイ（英語版）：ジャン＝ポール・メルシエ（松本保典）
- ジル・ルルーシュ：ポール（天田益男）
- ミシェル・デュショーソワ：ジャックの父親（秋元羊介）
- ミリアム・ボワイエ（フランス語版）：ジャックの母親（片貝薫）
- フローレンス・トマシン（フランス語版）：サラ（橘U子）
- ディアノ・クラヴェ（フランス語版）
- リュディヴィーヌ・サニエ
- ジャン・クロード・ルディ（フランス語版）：タバエフ（西村知道）
- ジルベルト・シコット（英語版）：デローリエ（稲葉実）

## Part2

### ストーリー
カナダの刑務所を脱獄してフランスへ戻ったメスリーヌは、そこでも銀行強盗を繰り返して投獄される。

### キャスト
- ヴァンサン・カッセル：ジャック・メスリーヌ（内田直哉）
- リュディヴィーヌ・サニエ：シルヴィア・ジャンジャコ（斎藤恵理）
- マチュー・アマルリック：フランソワ・ベス（咲野俊介）
- オリヴィエ・グルメ：ブルサール警視（石塚運昇）
- ジェラール・ランヴァン：チャーリー・ボーエル（廣田行生）
- サミュエル・ル・ビアン：ミシェル・アルドワン（楠見尚己）
- ミシェル・デュショーソワ
- ミリアム・ボワイエ（フランス語版）
- アンヌ・コンシニ：女性弁護士（雨谷和砂）
- ジョルジュ・ウィルソン：ルフェーブル（秋元羊介）
- アラン・フロマジェ：ジャック・ダリエ（成田剣）
- アラン・ドゥテー：コンピエーニュ裁判所判事（牛山茂）
- ロール・マルサック
- クリストフ・ヴァンデヴェルデ（英語版）
- リュック・チュリエ
- パスカル・リジェ：ヴァンドレン（中西としはる）
- アルセーヌ・モスカ：ジョジョ（喜山茂雄）
- クリストフ・ヴァンデヴェルデ：ジェジェ（鈴森勘司）
- フレデリック・コンスタント：ルフェーブルの息子（林和良）
- ファニー・シドニー：サブリナ（中司ゆう花）
- レイラ・ベクティ
- その他の声の吹き替え：上城龍也／福脇慶子

## 受賞
第34回セザール賞
- 監督賞
- 男優賞

第21回東京国際映画祭 コンペティション部門
- 最優秀男優賞（ヴァンサン・カッセル）